# Coarctadera
Coarctadera är ett släkte av rundmaskar. Coarctadera ingår i familjen Rhabditidae.
Kladogram enligt Dyntaxa:
| Coarctadera | \| \| Coarctadera coarctata \| \| \| \| \| \| Coarctadera voelki \| \| \| \| |
|             | \| \| Coarctadera coarctata \| \| \| \| \| \| Coarctadera voelki \| \| \| \| |
|             | Bursilla                                                                     |
|             |                                                                              |
|             | Crustorhabditis                                                              |
|             |                                                                              |
|             | Cuticularia                                                                  |
|             |                                                                              |
|             | Mesorhabditis                                                                |
|             |                                                                              |
|             | Pelodera                                                                     |
|             |                                                                              |
|             | Phasmarhabditis                                                              |
|             |                                                                              |
|             | Protorhabditis                                                               |
|             |                                                                              |
|             | Rhabditis                                                                    |
|             |                                                                              |
|             | Coarctadera coarctata                                                        |
|             |                                                                              |
|             | Coarctadera voelki                                                           |
|             |                                                                              |

|  | Coarctadera coarctata |
|  |                       |
|  | Coarctadera voelki    |
|  |                       |